# Franca Boni
Francesca Balboni (n. Milán, Italia; 12 de noviembre de 1904 - f. Buenos Aires, Argentina; 17 de febrero de 1967), más conocida como Franca Boni  fue una actriz, cantante lírica y directora teatral italiana que hizo su carrera en Argentina. Hija de Augusto Balboni (conocido tenor de fines del siglo XIX) y Argia Riva.

## Carrera

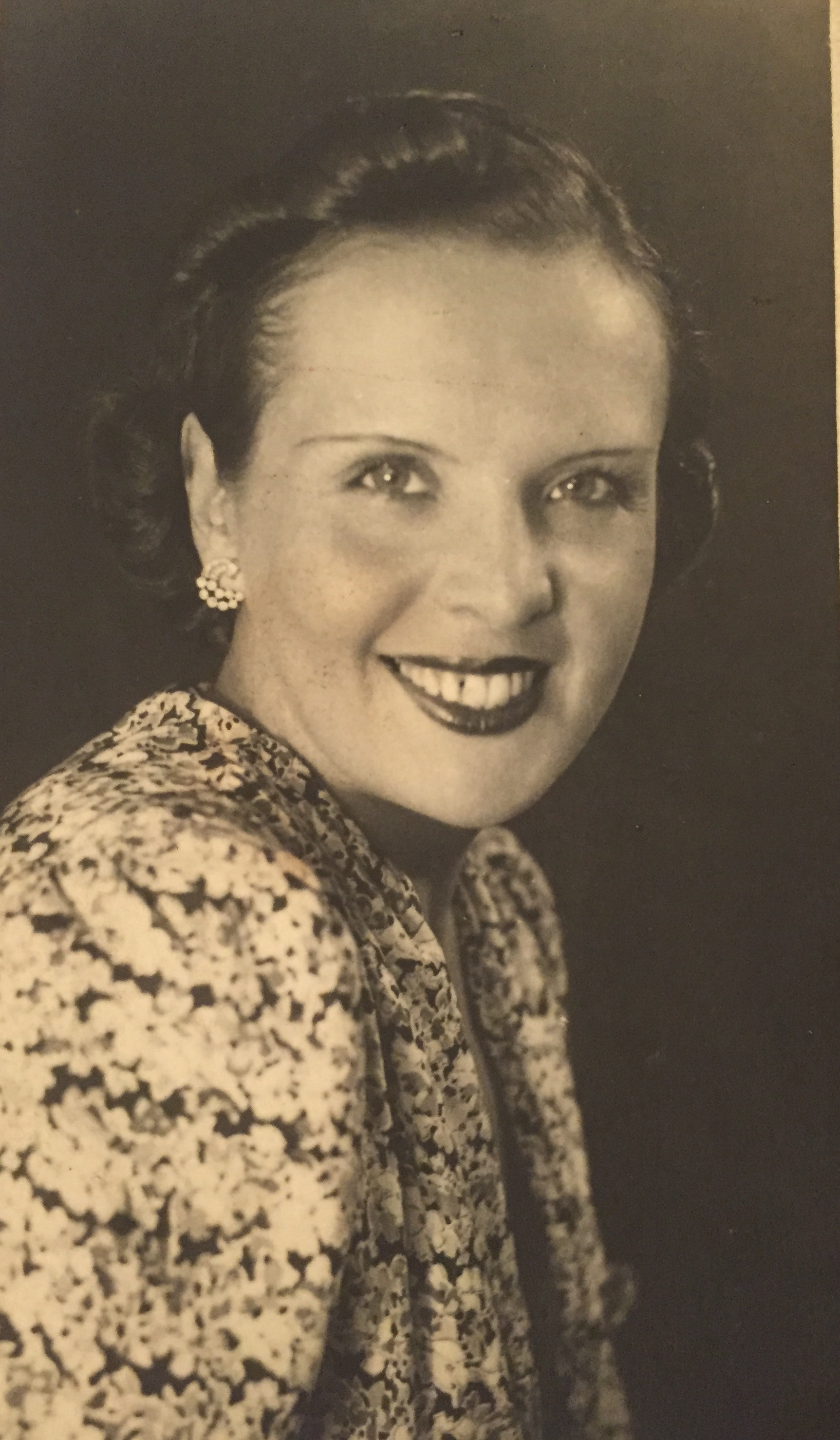

Cantante y actriz de reparto que, nacida en Italia, recaló en Argentina el 19 de agosto de 1932, donde vivió y trabajó hasta su fallecimiento en 1967 víctima de un cáncer. Se destacó en numerosos films durante la época de oro cinematográfica, junto a primeros actores como Hugo del Carril, Luis Sandrini, Guillermo Battaglia, Santiago Arrieta, Jorge Salcedo, Florindo Ferrario; y primeras actrices como Julia Sandoval, Angelina Pagano, Graciela Borges, Sabina Olmos, Myriam de Urquijo e Irma Roy, entre otros.
En radio hizo varias presentaciones en populares emisoras como Radio Argentina y Radio Splendid. Fue una prestigiosa soprano, que incursionó no sólo en la opereta sino también por los dominios de la ópera, la comedia musical y el teatro de prosa en italiano y en español.

## Filmografía
- 1948: La novia de la Marina
- 1949: Historia del 900
- 1959: Mi esqueleto
- 1960: Álamos talados[4]
- 1961: Piel de verano
- 1962: Los viciosos[5]

## Televisión
- 1959: Distrito Norte[6]
- 1963: Teleteatro Palmolive-Colgate del aire (1963), en el episodio Dos a quererse, junto con Beatriz Taibo, Atilio Marinelli,  Delfy de Ortega, Marta Argibay, Aldo Barbero, Rudy Carrié y Gloria Ugarte.
- 1965: Su comedia favorita[7]

## Teatro
Actriz y cantante dedicada al teatro musical, forma en 1932 una Compañía junto con Trucchi y Mercedes; y en 1934 lo hace con P. Grandi. En 1945 y 1946 dirigió su propia Compañía teatral en las últimas temporadas del género de la opereta en castellano en el Teatro Avenida, junto con Gloria Dix, Eduardo Comoglio, Mario Fontana, Margarita Solá, Paride Grandi, Italo Sportelli, Teseo Stanchi, entre otros. Hizo presentaciones en famosos teatros como el Astral, Ateneo, Marconi, Politeama, Sarmiento y Doria.
Presentada por el famoso director italiano  Siddivó en 1933, fue una figura de contornos bastante excepcionales, que fue sostenedora del género hasta aproximadamente 1950. Juego escénico, "savoir faire", elegancia, voz agradable y bien timbrada, fueron las cualidades que la llevaron a conquistar tanto el teatro como la radio.
En 1948 se incorporó de manera transitoria al elenco encabezado por Aldo Fabrizzi. En la década del '50 fue dirigida por el actor José Cibrián y trabajó con la  vedette Alba Regina.
Formó parte de la Compañía lírica de Miguel de Grandy, como primera triple en La Duquesa del Bal Tabarin de 1945, junto con Gloria Dix, Margarita Solá, Rosita Fornes, Conchita Brando, Victoria Sportelli y el tenor cómico Antonio Palacios. Realizando importantes giras en Venezuela y otras partes del extranjero.
Con la obra Zaccone de Darío Nicodemmi, se lució como "soubrette". En el elenco figuraban la actriz  María Melato, Anita Adamuz, Aída Arce y José Valez.
En 1961 el Teatro Municipal de Chile era ocupado por la Compañía de Operetas Franca Boni-Victoria Sportelli, que dirigía Italo Bertini. 
Algunas de las obras en las que participó fueron:
- Invitación a un viaje musical (1944)
- La viuda alegre (1945)
- El Conde de Luxemburgo (1945)
- Las danzas de las libélulas (1945)
- La princesa de las czardas (1946)
- Eva (1946)
- La casta Susana (1946)
- Scugnizza (1946)
- La signora Morli, una e due (1953), estrenada en el Teatro Astral.
- La Mamma (1958), en la que trabajó como directora y actriz, junto a Carlos Estrada, Alberto Bello, Dardo Rubén, Juan Bono y Nora Massi.[11]
- Estrellas del Music Hall (1960)
- II bell' Antonio (1961)
- Cásese primero... y pague después (1965) de Abel Santa Cruz, en Teatro Comedia y con Ricardo Passano, Paulina Singerman, Tito Lagos y Ceres Mila.[12]
- Querida Cocó (1966) de Marcel Mithois, en el Teatro Smart y encabezada por Paulina Singerman, con Wagner Mautone, Ricardo Robles y Dina Pardés.[13]
- Gigí (1967), junto con Marilina Ross, Raúl Aubel, Lydia Lamaison, Yeya Duciel, Luna Aisemberg y Giani Fiori.

## Galardones
El 9 de agosto de 1954 el presidente Juan Domingo Perón entregó la medalla al mérito por sus trayectorias a cinco actrices: Lola Membrives, Blanca Podestá, Pierina Dealessi, Lea Conti y Franca Boni.